# Eupithecia niphoreas
Eupithecia niphoreas,là một loài bướm đêm thuộc họ Geometridae. Nó là loài đặc hữu của Kauai.